# Irupana

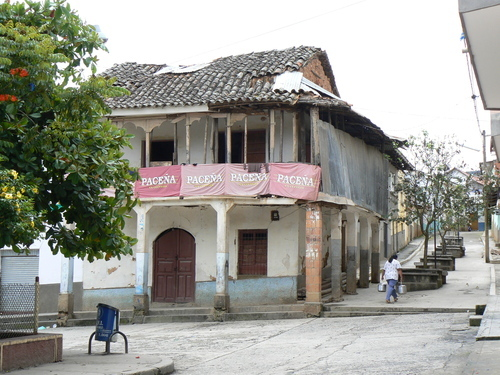
Plaza principal de Irupana.

Irupana es una localidad y municipio de Bolivia, ubicado en la provincia de Sud Yungas del departamento de La Paz.
La localidad está ubicada a 112 km al este de la ciudad de La Paz, sede de gobierno del país.

## Historia
Es posible que Irupana y la región de Los Yungas en general hayan sido habitados por tribus selváticas mucho antes de la llegada de las culturas asentadas en el Altiplano boliviano. Sin embargo, no hay pruebas arqueológicas que permitan hacer esta afirmación.
Lo que hoy es el territorio del municipio de Irupana fue ocupado por la cultura Tiwanaku entre los años 483 y 724 después de Cristo. Los investigadores del Instituto Nacional de Arqueología han encontrado cerámica tiwanakota de la época en las comunidades de Chiltuhuaya, Sacapani, Agua Clara y Pasto Grande.
Los señoríos aimara, que se asentaron en el Altiplano en plena crisis de los Tiwanaku, bajaron hasta las tierras de la zona de Irupana, en busca de productos agrícolas que allí podían cultivar en abundancia como el maíz, coca y frutas tropicales.
Pero fueron los Inca quienes habitaron continuamente en esta zona. La construcción de la fortaleza agrícola de Pasto Grande es la mejor prueba del asentamiento incaico, el que fue consolidado por el Inca Huayna Capac, entre los años 1493 y 1523. Son ellos quienes introdujeron la técnica del cultivo en tacanas o plataformas superficiales. La construcción de Pasto Grande y las áreas circundantes generó una gran demanda de mano de obra, que sólo pudo ser atendida con la intervención planificada del Estado Inca.

### Época colonial
Tras la caída del Imperio incaico, el territorio de Irupana fue habitado por indígenas y españoles mucho antes del 25 de julio de 1746. Alonso de Mendoza fundó la ciudad de La Paz el 20 de octubre de 1548, por lo que resulta improbable que la zona de Irupana –ya harto conocida por los indígenas- haya permanecido deshabitada hasta dos siglos después de la llegada de los españoles. La cercanía del lugar con la naciente ciudad de La Paz refuerza esta hipótesis.
El 25 de julio de 1746 los españoles Marqueses de Tagle, Gayoso y Mena fundaron oficialmente lo que hoy es el centro poblado de Irupana, atraídos por la riqueza minera, particularmente de plata, que existía en la zona. Las concesiones mineras que se recuerda son las de Huequeri, Nuestra Señora de Monserrat, Nuestra Señora del Pilar y Santiago.
Para reclamar una concesión de parte del Rey necesitaban fijar el asentamiento y eso es lo que hacen al bautizar al lugar con el nombre de Santiago de Irupana, en homenaje a Santiago de Compostela, patrono de España. Los datos historiográficos muestran que ya, para entonces, la zona era habitada por los aymaras. Junto a los españoles llegaron también los afros, traídos a la región en calidad de esclavos.
Años después de la fundación oficial, se dio un gran flujo migratorio de la etnia quechua, particularmente de lo que es hoy la provincia de Ayopaya, en el departamento de Cochabamba. Estos migrantes se asentaron en los principales centros poblados de la provincia de Inquisivi, pero también llegaron en gran número hasta Irupana.
Durante gran parte de la época colonial, Yungas se convirtió en el pilar fundamental de la región de La Paz. Su producción de coca generó un movimiento económico tal que La Paz era una de las regiones que más aportaba a las recaudaciones de la corona. Irupana tuvo su cuota aparte para ello.
El 1781, las tropas indias leales a Tupac Katari tomaron todas las haciendas yungueñas, incluso las de Irupana. Alrededor de 5.000 peninsulares y criollos que vivían en los Yungas salieron de la región en un éxodo con rumbo a lo que hoy es el departamento de Cochabamba.
El 16 de julio de 1809 se desató el proceso revolucionario de la Guerra de la Independencia y tuvo a Irupana como a uno de sus principales escenarios. Primero, el Obispo Lasanta que se parapeteó en el lugar e hizo frente a las tropas dirigidas por el patriota coroiqueño Victorio García Lanza y el gallego Gabriel Antonio Castro. El 11 de noviembre del mismo año se libró el combate de Chicaloma, en la localidad homónima, en la que las fuerzas realistas al mando de Domingo Tristán derrotaron a los patriotas.
Años después fue, el territorio de Irupana fue parte de la famosa Republiqueta de Ayopaya, bastión fundamental de la lucha independentista que tuvo lugar entre 1811 y 1825.

### Época republicana
Irupana fue reconocida como cantón apenas un año y medio después de la declaración de independencia de la república. La primera Asamblea Nacional y el gobierno de Antonio José de Sucre crearon el Cantón Villa de Lanza (Irupana) el 5 de enero de 1827 como reconocimiento al papel protagónico que tuvo el lugar en la Guerra de la Independencia. El nombre fue dado en honor al patriota yungueño Victorio García Lanza.
Por ley del 1 de julio de 1899, durante la Junta Federal de Gobierno, se separó la provincia de Yungas en dos provincias, por lo cual Irupana quedó dentro de la provincia de Sud Yungas, constituyéndose además en municipio.

## Geografía
La topografía es accidentada, con la presencia de nevados como el Illimani y el Mururata, junto con serranías que se prolongan a lo largo del territorio municipal, haciendo que la altitud varíe desde 1.600 a 6.000 m s. n. m.
Irupana se encuentra en la parte más meridional de la provincia de Sud Yungas, al centro-este del departamento de La Paz. Limita al norte con los municipio de La Asunta, Chulumani y Yanacachi, al suroeste con la provincia de Murillo, al sur con la provincia de Loayza, y al sureste con la provincia de Inquisivi.

## Demografía
De acuerdo con el censo boliviano de 2024, la población del municipio de Irupana es de 23 076 habitantes.
La población del municipio se duplicó entre 1992 y 2024:
| Año  | Habitantes (municipio) | Fuente |
| ---- | ---------------------- | ------ |
| 1992 | 11.929                 | Censo  |
| 2001 | 11.383                 | Censo  |
| 2012 | 17.276                 | Censo  |
| 2024 | 23.076                 | Censo  |

## Medios de transporte
Las empresas dedicadas al servicio de transporte La Paz - Irupana son:
- Arenas
- 24 de agosto

El costo del pasaje varía entre 25 y 30 Bs. Las salidas son diarias desde la Terminal Minasa en Villa Fátima y en todo horario. En el camino se asciende hasta los 4200 m s. n. m. para ir descendiendo hasta los 1000 m s. n. m. en Puente Villa y nuevamente subir hasta los 1740 metros de altura en Chulumani.